# Kaka på kaka (TV-program)
Kaka på kaka är en svensk talkshow med humorfokus som hade premiär på SVT 13 november 2011. Programledare är Karin "Kakan" Hermansson och hennes bisittare är Julia Frej. I programmet bjuds kända gäster in till snabba intervjuer. Kaka på kaka innehåller även musik i form av en låt skriven till en av gästerna av Julia Frej och Christoffer Malmqvist, sketcher och nyheter från bloggvärlden. Kaka på Kaka produceras för SVT av La Vida Locash.

## Gäster

### Säsong 1
Avsnitt 1: Komikern David Batra och bloggaren Dessie.

Avsnitt 2: Journalisten Hanna Hellquist och R'n'B-artisten New kid.

Avsnitt 3: Programledaren Nisse Edwall och multikonstnären Regina Lund.

Avsnitt 4: Programledaren Carina Berg och rapparen Lazee.

Avsnitt 5: Riksdagspolitikern Anton Abele och komikern Özz Nûjen.

Avsnitt 6: Bloggaren Daniel Paris och komikern Kodjo Akolor.

Avsnitt 7: Komikern Messiah Hallberg och Miljöpartiets språkrör Gustav Fridolin.

Avsnitt 8: Melodifestivalen-aktuelle komikern Sean Banan och bloggaren Daniel Paris.

Avsnitt 9: Programledaren Sanna Bråding och killarna i Youtube-succén Swedish Meal Time.

Avsnitt 10: Författaren och skådespelaren Martina Haag och artisten Ulrik Munther.

Avsnitt 11: Komikern Karin Adelsköld och skådespelaren Johannes Brost.

Avsnitt 12: Mångsysslaren Carolina Gynning och politikern Mona Sahlin.

### Säsong 2
Avsnitt 1: DJ:n Adrian Lux.

Avsnitt 2: Sångaren i Mando Diao Gustaf Norén.

Avsnitt 3: Jämställdhetsministern Nyamko Sabuni.

Avsnitt 4: Stylisten Jonas Hallberg.

Avsnitt 5: Bloggaren Quetzala Blanco.

Avsnitt 6: Komikern Soran Ismail.

Avsnitt 7: Programledaren Josefin Crafoord.

Avsnitt 8: Best of "Kaka på kaka"